# 대한민국 형사소송법 제140조
대한민국 형사소송법 제140조는 검증과 필요한 처분에 대한 형사소송법의 조문이다.

## 조문
제140조(검증과 필요한 처분)검증을 함에는 신체의 검사, 사체의 해부, 분묘의 발굴, 물건의 파괴 기타 필요한 처분을 할 수 있다.

第140條(檢證과 必要한 處分)檢證을 함에는 身體의 檢査, 死體의 解剖, 墳墓의 發掘, 物件의 破壞 其他 必要한 處分을 할 수 있다.

## 참고 문헌
- 손동권 신이철, 새로운 형사소송법(초판, 2013), 세창, 2013. ISBN 9788984114081